# Karsta Lowe
Karsta Lowe, född 2 februari 1993 i San Diego i Kalifornien, är en amerikansk volleybollspelare. Lowe blev olympisk bronsmedaljör i volleyboll vid sommarspelen 2016 i Rio de Janeiro.